# Janusz Pyciak-Peciak
Janusz Gerard Pyciak-Peciak (né le 9 février 1949 à Varsovie) était un athlète polonais, champion olympique et champion du Monde de pentathlon.

## Biographie
Il a participé à trois olympiades.

## Performances

### Jeux olympiques
- Pentathlon moderne aux Jeux olympiques d'été de 1976, à Montréal:
  - individuel,  Médaille d'or
  - par  équipe, 4e
- Pentathlon moderne aux Jeux olympiques d'été de 1980, à Moscou:
  - individuel, 6e
  - par  équipe, 4e
- Pentathlon moderne aux Jeux olympiques d'été de 1972, à Munich:
  - individuel, 21e
  - par  équipe, 8e

### Championnats du monde
- individuel
  - 1977,  Médaille d'or
  - 1981,  Médaille d'or
  - 1978,  Médaille d'argent
  - 1979,  Médaille d'argent

- par  équipe
  - 1977,  Médaille d'or
  - 1978,  Médaille d'or
  - 1981,  Médaille d'or

### Championnats de Pologne
Huit fois, il a remporté Championnat polonais: en 1974, 1975, 1976, 1977, 1980, 1981, 1982 et 1983. 

## Divers
En 2005, il a été membre du Comité d'honneur de soutien à Lech Kaczynski pour l'élection présidentielle. 

## Honneurs et distinctions
Janusz Pyciak-Peciak est élu Sportif polonais de l'année en 1977 et 1981.